# Babice (gmina w województwie lubelskim)
Babice (od 1973 Obsza) – dawna gmina wiejska istniejąca w latach 1883–1954 na Lubelszczyźnie. Siedzibą władz gminy były początkowo Babice a następnie Zamch i Obsza.
Gmina Babice powstała w 1883 w powiecie biłgorajskim guberni lubelskiej. W 1912 gmina Księżpol została włączona do guberni chełmskiej. Poprzedni podział administracyjny przywróciły okupacyjne władze austriackie po zajęciu Lubelszczyzny przez Austro-Węgry w 1915. W 1919 gmina weszła w skład woj. lubelskiego.
Według stanu na 30 września 1921 gmina Babice obejmowała miejscowości Babice, Dorbozy, Łom, Obsza, Obszańska Wola, Olchowiec i Zamek. Gmina liczyła 5.649 mieszkańców.
Podczas okupacji gmina należała do dystryktu lubelskiego Generalnego Gubernatorstwa. Na mocy statutu z dnia 1 stycznia 1944 roku powołano do życia Radę Narodową w Babicach.
Według stanu na 1 lipca 1952 gmina Babice składała się z 6 gromad: Babice, Obsza, Olchowiec, Wola Obszańska, Zamch część I i Zamch część II.
Gmina Babice została zniesiona 29 września 1954 wraz z reformą wprowadzającą gromady w miejsce gmin. Po reaktywowaniu gmin 1 stycznia 1973 gmina Babice nie została przywrócona, natomiast z całego jej dawnego obszaru, powiększonego o łąki w dolinie Tanwi i Wirowej oraz o las "Kobylanka" z gminy Łukowa, utworzono gminę Obsza.
| Nr | Przewodniczący       | Okres urzędowania | Okres urzędowania                        |
| Nr | Przewodniczący       | od                | do                                       |
| -- | -------------------- | ----------------- | ---------------------------------------- |
| 1  | Władysław Ichniewicz | grudzień 1944     | maj 1946                                 |
| 2  | Henryk Tyndorf       | maj 1946          | październik 1947 (zawieszony)            |
| 3  | Franciszek Markowicz | październik 1947  | luty 1948                                |
| 4  | Henryk Tyndorf       | luty 1948         | grudzień 1948 (interwencja PRN Biłgoraj) |
| 5  | Władysław Ichniewicz | grudzień 1948     | marzec 1950                              |
| 6  | Józef Wróbel         | marzec 1950       | czerwiec 1950                            |
| 7  | Władysław Kudzia     | czerwiec 1950     | październik 1952                         |
| 8  | Jan Buczko           | październik 1952  | grudzień 1954                            |